# Arrigo Dolso
Arrigo Dolso (San Daniele del Friuli, 12 novembre 1946 – Milano, 15 ottobre 2015) è stato un calciatore italiano, di ruolo centrocampista.

## Biografia
A fine carriera si è stabilito all'Isola d'Elba. Malato da tempo, è deceduto nel 2015 all'età di sessantotto anni.

## Carriera

### Giocatore

#### Club

Una caratteristica azione di Dolso

Giocatore mancino, divenne campione italiano Primavera nelle file dell'Udinese, ove iniziò nel 1964 la sua lunghissima carriera nel professionismo. Nella stagione 1966-67 venne acquistato dalla Lazio con cui fece il suo esordio in Serie A, il 18 settembre 1966 nella partita Fiorentina-Lazio (terminata con il risultato di 5-1).
Giocò in maglia biancoceleste per cinque anni, intervallati da una stagione in prestito al Monza. Il suo bilancio con la Lazio è di 82 partite complessive (68 in campionato, 8 in Coppa Italia, 2 in Coppa delle Alpi, 1 in Coppa delle Fiere e 3 in Coppa Mitropa) e 6 gol (tutti in campionato). Con la maglia biancoceleste ha conquistato la Coppa delle Alpi nel 1971.
Nel novembre dello stesso anno si trasferì al Varese. Seguirono stagioni ad Alessandria, Benevento, Irpinia, Trapani, Grosseto, Ravenna e Audace Portoferraio in veste di allenatore-giocatore.
In carriera ha totalizzato complessivamente 55 presenze e 4 reti in Serie A e 82 presenze e 4 reti in Serie B.

#### Nazionale
È stato nella Nazionale militare e quella Under-21.

### Allenatore e dirigente
Dopo il ritiro ha allenato per una stagione il Grosseto, nel Campionato Interregionale. È inoltre diventato direttore sportivo del Civitavecchia, in Serie D.

## Palmarès

Dolso esce dal campo

### Giocatore

#### Club

##### Competizioni giovanili
- Campionato Primavera: 1

Udinese: 1963-1964

##### Competizioni nazionali
- Campionato italiano di Serie B: 1

Lazio: 1968-1969
- Coppa Italia Semiprofessionisti: 1

Alessandria: 1972-1973
- Campionato italiano Serie C: 1

Alessandria: 1973-1974 (girone A)

##### Competizioni internazionali
- Coppa delle Alpi: 1

Lazio: 1971

##### Altre competizioni
- Campionato De Martino: 2

Lazio: 1967-1968 e 1970-71